# Norddjurs Biblioteker
Norddjurs Biblioteker består af 1 hovedbibliotek samt 4 afdelinger. Endvidere er der lokalservice i 6 mindre byer i Norddjurs Kommune. 

## Grenaa Bibliotek
Grenaa Bibliotek er hovedbibliotek for Norddjurs Biblioteker og ligger på N.P. Josiassensvej 17 i Grenaa.

### Historie
Biblioteket i Grenaa har en længere forhistorie, da det blev stiftet i 1875 og med mere end 125 år på bagen er et af de ældste købstadsbiblioteker i landet.[kilde mangler] Oprindeligt var det en forening der oprettede og drev det. Det havde i de første år til huse i et klasselokale, men efterhånden blev der dog opbygget en bogsamling på 1500 bind. I 1921 fik det sin første bygning opført til formålet på Kærvej 1, et meget beskedent hus, som bibliotekaren Carl Svenstrup, havde overtalt sin mor til at skyde 200.000 kr. i.[kilde mangler] Pladsen blev hurtigt trang og i 1933 blev det mere end fordoblet i størrelse. I 1956 blev foreningen opløst, og kommunen overtog driften af folkebiblioteket efter næsten 60 år på Kærvej og utallige kuldsejlede projekter vedrørende en udvidelse af biblioteket bl.a. en placering i Østergade. Ved kommunesammenlægningen i 1970 fik biblioteket filialer i Ålsø, Lyngby, Trustrup og på Anholt. Af dem er kun Anholt tilbage i 2008. I 1979 flyttede biblioteket til N.P. Josiassensvej 17, hvor det fortsat ligger. Ved kommunalreformen i 2007, kom der yderligere to biblioteker og tre filialer til. Filialerne er imidlertid lukket, men der er bygget et helt nyt bibliotek i Auning. Norddjurs Biblioteker består nu af Grenaa Bibliotek, Kulturperronen (Auning Bibliotek), Ørsted Bibliotek, Ørum Bibliotek og Anholt Bibliotek.
I 2006 fik Ørum bibliotek samme bibliotekssystem som Grenaa. I 2007 kom Ørsted også med. I 2008 blev der bygget ny biblioteksafdeling i Auning.
Norddjurs Biblioteker har siden 1993 anvendt bibliotekssystemet Aleph, der er udviklet i Israel af Ex Libris. I dag bruges DDE udviklet af Axiell.

## Ørsted Bibliotek
Biblioteket i Ørsted havde i en lang årrække til huse i den gamle skoles gymnastiksal. I 2002 flyttede biblioteket til det gamle posthus i Ørsted og blev langt mere synlig i bybilledet og meget mere benyttet. I forlængelse af kommunesammenlægningen blev biblioteket i 2009 udvidet med mødelokale og meget mere plads til lokalbefolkningen at boltre sig på. Åbningstiden er nu 30 timer om ugen med betjening og derudover kan borgere, børnehaver og dagplejere benytte sig af biblioteket i formiddagstimerne, i den ubetjente åbningstid.

## Auning Bibliotek
I forbindelse med kommunesammenlægningen blev der i Norddjurs kommune, plads til en bibliotek mere. Dette fik til huse i helt nye lokaler i Auning. 
Auning Bibliotek, Kulturperronen, slog dørene op d. 8. august 2008. 
Kulturperronen består af så vel bibliotek, borgerhus, borgerservice. Der er lokaler på stedet man kan låne til bogklubber, syaftner, møder, og lignende.

## Eksterne links
- Norddjurs Bibliotekers hjemmeside

| Bogstak | Spire Denne biblioteksrelaterede artikel er en spire som bør udbygges. Du er velkommen til at hjælpe Wikipedia ved at udvide den. |

|  | Denne artikel om en bygning eller et bygningsværk kan blive bedre, hvis der indsættes et (bedre) billede. Du kan hjælpe ved at afsøge Wikimedia Commons for et passende billede eller lægge et op på Wikimedia Commons med en af de tilladte licenser og indsætte det i artiklen. |

|  | Denne artikel kan blive bedre, hvis der indsættes geografiske koordinater Denne artikel omhandler et emne, som har en geografisk lokation. Du kan hjælpe ved at indsætte koordinater i wikidata. |